# Pharcidodes
Pharcidodes is een kevergeslacht uit de familie van de boktorren (Cerambycidae). De wetenschappelijke naam van het geslacht werd voor het eerst geldig gepubliceerd in 1976 door Martins.

## Soorten
Pharcidodes omvat de volgende soorten:
- Pharcidodes divisus Martins, 1976
- Pharcidodes nigripennis Martins, 1985
- Pharcidodes rubiginosus (Thomson, 1878)
- Pharcidodes suturalis (Gounelle, 1909)